# Тијесна чаршија
| Тијесна чаршија                                                         | Тијесна чаршија                  |
| ----------------------------------------------------------------------- | -------------------------------- |
|                                                                         |                                  |
| Почетак                                                                 | Ул. Рифата Бурџевића             |
| Крај                                                                    | Ул. АВНОЈ-а                      |
| Дужина                                                                  | 100 m                            |
| Ширина                                                                  | 25 m                             |
| Створена                                                                | непознато (срушена 1947. године) |
| Названа                                                                 | непознато                        |
|                                                                         |                                  |
|                                                                         |                                  |
| Фотографија центра Новог Пазара из прве половине 20. века (Музеј „Рас”) |                                  |

Тијесна чаршија је била стара чаршија у центру Новог Пазара. Порушена је после Другог светског рата, 1947. године, али простор на коме се налазила и данас представља центар града, на ком почиње Улица 18. новембар, која је данас пешачка зона и главно новопазарско шеталиште. Била је слична арапским суковима и према неким мишљењима представљала је бисер тадашњег Новог Пазара. Тијесна чаршија је била надалеко чувена и имала статус регионалног карактера.

## Положај чаршије
Тијесна чаршија налазила се на левој обали реке Рашке и била је доминантнија у односу на део који се налази на супротно, десној обали и данас је познат као Стара чаршија. Захватала је простор који се простире са леве и десне стране дуж првих стотинак метара данашње пешачке Улице 18. новембра. Са десне стране ове улице још увек се могу наћи остаци некадашње Тијесне чаршије, док је лева страна у потпуности срушена. Чаршија је почињала је од угла на ком се данас налази кафечајница „Сантос”, а завршавала се стотинак метара даље, код шадрвана.

## Изглед чаршије
Како само име каже, чаршија је била веома стешњена. Bила је врло хетерогена и развијена. У њој је било доста напредно занатство, трговина, банкарство, услужне и друге делатности. Са обе стране уске улице, ширине 3 до 4 метра, налазило се један уз други око стотину дућана (локала) различите намене, од занатских до оних услужног карактера и бројне ашчинице (кафане и кафечајнице). Поред дућана, на појединим местима постојали су и простори за уличну продају. У Тијесној чаршији своје услуге су нудили мутавџије, самарџије, седлари, казанџије, ћулахџије, опутари, качари, ђеврекџије, салепџије, штампари, ћерпичари, ћеремеџије, сунетџије, ужари, колари, терзије, абаџије, ћурчије, а на улици су своје производе нудили и продавци врућих кромпира, бурека, крофни, уштипака и ђеврека, бозе и лимунаде. Због тако малог простора и велике концентрације робе и људи, кроз чаршију се није обављао фијакерски и колски саобраћај.
Чаршија је са свих страна била оивичена уским сокацима које су пресецала два још ужа, кратка сокачета. Кроз чаршију су пролазиле и две бразде са чистом водом, на којима су калајџије трљали тепсије и казане које су калаисали, узимао се абдест пре уласка у џамију на намаз или испирао веш.
Тијесној чаршији се прилазило са више страна. За њу је била важна и близина многих ханова (Амир-агин хан, Чемерли хан, Хрваћански хан, Рецовића хан, Покимица и други), у којима су у то време одседали многи путници који су у Нови Пазар долазили због трговине. У близини чаршије је било и веома много угоститељских објеката, међу којима је стари хотел „Врбак” и многе друге механе, кафане и кафечајнице.
Са задње стране чаршије, према Улици Стевана Немање, налазио се полукружни, кладрмом покривени плато окружен малим, збијеним дућанима. У већини ових дућана новопазарски черкези имали су ковачнице, у којима су се правиле чувене пазарске бритве, ножеви, ожези (жарачи), мангали, машице и различити други алати (секире, косе, мотике, лопате, ашови, разне врсте кланфи и други). Поред ковача, ту је била бритварница, радионица за израду пушака и три житарске радње. На самој средини налази се велика вага за мерење жита. На овом месту се још од оснивања града довозило и продавало жито, због чега се и данас зове Житни трг.

### Лева страна чаршије
На левој страни Тијесне чаршије налазили су се дућани старих новопазарских занатлија, три кафане и бројне магазе (тезге) уличних продаваца робе. 

### Десна страна чаршије
- Први објекат са десне стране Тијесне чаршије је био црквени дућан, у коме се данас налази кафечајница „Сантос”.
- До њега је била спратна зграда која је другим крајем излазила на улицу Стефана Немање.
- У продужетку се налазила сајџијска радња.
- Поред сајџије је била кафечајница Риза Каврајића, оснивача предратног новопазарског Фудбалског клуба „Грађански”, која је била веома посећена јер се у њој налазио једини радио у граду. Стајао је у покретном излогу који се могао окретати зависно од тога да ли се радио слуша у локалу или на улици.
- У наредном објекту, једном од најлепших у чаршији била је апотека. Касније је ту била туристичка агенција „Путник”, а после ње ћевабџиница „Шадрван”.
- У продужетку су се налазила три мања дућана. У једном од њих је била радња за винкловање електромотора, а у фотографска радња.
- Сљедећа је била кафана, која је после рата названа „Липа”. Састојала се из два дела, ћевабџинице и кафане. Испред кафане се налазио шадрван који је, по казивању многих старих Новопазараца, био велелепног изгледа.
- До кафане је био црквени дућан у коме је после рата била продавница обуће.
- Последњи дућан са десне стране Тијесне чаршије је био дужи објекат у коме је после рата била смјештена Градска библиотека.[3]

### Изглед чаршијских дућана
Над скоро свим дућанима постојала су стрехе, које су служиле као заштита од кише и снега. Сваки дућан је имао ћепенке, од којих се доњи део спуштао на гредице које су биле постављене на земљу и биле су високе око пола метра. Горњи део ћепенка се подизао ка горе, док је дућан био отворен. Већина дућана није имала излоге ни прозоре са вратима већ су били потпуно отворени, па се у њима није могло заштитити од хладноће. У дућанима су около постојали и кревети. Ту је седео газда дућана, поред чекмеџета – сандучета у ком је остављан дневни пазар. На средини је био мангал са жаром који је набављан из оближних пекара.

## Рушење чаршије
Новопазарска Тијесна чаршија срушена је током 1947. године, по налогу Окружног комитета Комунистичке партије у Новом Пазару. Образложење за рушење чаршије било је да је та чаршија „најмаркантнији симбол феудализма и азијатске затуцаности”. Руководиоцима Комитета сметало је такође и то што се седиште Округа налази у „најзаосталијој касаби Санџака”. Било је и супротних ставова, али су они били малобројни и самим тим надгласани.
Приликом рушења чаршије срушене су многе традиционалне куће, али их је неколико ипак преостало на десној страни данашње Улице 28. новембра. Крајем 70-их и почетком 80-их, према новим урбанистичким плановима, овај централни део Новог Пазара је модернизован, па су те куће данас стале „заробљене” између различитих модерних објеката различите намене. У том периоду сазидане су и Лучне зграде, две импозантне вишеспратнице укупне дужине веће од 250 m, које практично омеђују простор на коме се некада налазила Тијесна чаршија.

## Сећања на Тијесну чаршију
Многи новопазарски и други писци писали су о Тијесној чаршији. Међу њима је и Рамиз Црнишанин, који је објавио неколико књига на ову тему, између осталих Тијесна чаршија, Приче из тијесне чаршије, Чаршијске приче и андегдоте и друге. У књизи Мој Пазар, моји људи, моје успомене Асим Никшић води читаоца кроз Пазарску чаршију и упознаје са његовим људима и успоменама, што је вредан запис и сведочанство о Тијесној чаршији.